# جوان لندن (كاتبة)
جوان لندن (بالإنجليزية: Joan London)‏ هي كاتبة سير وكاتِبة أمريكية، ولدت في 15 يناير 1901، وتوفيت في 18 يناير 1971 بسبب سرطان المريء.